# Mojstrova molitev
Mojstrovo molitev (ali O Parvardigar, ki je splošno sprejeto ime za molitev), je sestavil Meher Baba. Včasih jo imenujejo tudi Univerzalna molitev. Je tudi naslov skladbe in albuma, ki ga je izdal Pete Townshend.

## Raba in pomen
Meher Baba je napisal molitev avgusta leta 1953 v Dehradunu, Indija, v javnost pa je prišla 13. septembra leta 1953. Konec januarja leta 1968, skoraj natanko eno leto pred njegovo smrtjo, je Meher Baba narekoval okrožnico svojim privržencem, v kateri jim je naročil, naj recitirajo molitev O Parardigvar in Molitev kesanja vsak dan vse do 25. marca leta 1968. 21. februarja tega leta je naslovil drugo okrožnico, v kateri jih je pozval, da z molitvami nadaljujejo do 21. maja 1968.
Molitev je postala del obreda molitev, ki jih vključno z Molitvijo kesanja in molitvijo Ljubljeni Bog redno ponavljajo privrženci Avatarja Meher Babe. Te tri molitve se ponavljajo vsak dan ob sedmih zjutraj in zvečer v Meher Babinem samadhiju v Ahmednagarju, Indija, sledijo pa jim pesmi oboževanja, ki sestavljajo Babine artije.
To je molitev poveličevanja, ki našteva lastnosti Boga. Posebno uporablja imena Boga iz različnih tradicij; iz sikhizma (sikhizem) – Parardigvar = “negovalec”, tudi “zaščitnik” v hindujščini, iz hinduizma (hinduizem) – Prabhu, Paramešvar, Parabrahma, islama – Alah, iz judovstva (judovstvo) – Elahi, iz zaratustrstva (zaratustrstvo) – Jezdan, Ahuramazda, Ezad, ter iz krščanstva (krščanstvo) – Bog. Lastnosti, ki jih poveličuje molitev, so: vseprisotnost, vsemogočnost, vsevednost in brezmejna ljubezen.

## Pete Townshendova glasbena izvedba
Molitev je postala znana potem, ko je Pete Townshend, glavni pisec pesmi rock benda The Who in privrženec Meher Babe, napisal in posnel interpretacijo le-te. Čeprav obstajajo tudi zgodnejši posnetki, je pesem dosegla širše poslušalce šele z izidom Who Came First l.1972. L. 2001 je Townshend izdal solo razširjeni singl O Parvardigar, s tremi verzijami skladbe: svojo studijsko verzijo, posnetkom v živo iz Indije na Meher Babinem tretjem Amartitiju januarja leta 1972, ter nemško verzije, ki jo je Townshend posnel posebej za otvoritev Evropskega Baba centra. Skladba je še Townshendovem albumu I Am (l. 1972) in Jai Baba (l. 2001).

## Besedilo molitve
Glede prvotne oblike molitve obstaja določena negotovost; spodnja oblika izhaja iz Meher Babine glavne biografije Meher Prabu, Lord Meher. Glede pomena in ozadja terminov glej končne opombe.
O Parvardigar! Ohranjevalec in Zaščitnik vseh, 
Ti si brez začetka in brez konca. 
Nedvojen, onstran primerjav
in nihče Te premeriti ne more. 
Ti si brez barve, brez izraza,
brez oblike in brez lastnosti. 
Ti si neomejen in nedojemljiv;
onstran predstav in pojmov;
večen in neuničljiv. 
Ti si nedeljiv;
in nihče Te videti ne more, razen z božanskimi očmi. 
Ti si vedno bil, vedno si in vedno boš.
Ti si povsod, Ti si v vsem; in
Ti si tudi onstran povsod in onstran vsega. 
Ti si na nebu in v globinah,
Ti si razodet in nerazodet;
na vseh ravneh in onstran njih. 
Ti si v treh svetovih
in tudi onstran treh svetov. 
Ti si nezaznaven in neodvisen.
Ti si Stvarnik, Bog Bogov,
Poznavalec vseh umov in src.
Ti si Vsemogočni in Vseprisotni.
Ti si Neskončno Znanje, Neskončna Moč in Neskončna Blaženost. 
Ti si Ocean Znanja;
Vsevedni, Neskončno Moder;
Poznavalec preteklosti, sedanjosti in prihodnosti;
in Ti si Znanje samo. 
Ti si vse-usmiljen in večno dobrohoten. 
Ti si Duša duš, Tisti z neskončno lastnostmi. 
Ti si Trojnost Resnice, Znanja in Blaženosti;
Ti si Izvor Resnice, Ocean Ljubezni. 
Ti si Pradavni, Najvišji od Najvišjih.
Ti si Prabhu in Paramešvar; Ti si Bog-Onstran in tudi Bog Onstran Onostranega;
Ti si Parabrahama; Paramatma; Allah; Elahi; Yezdan;
Ahuramazda, Vsemogočni Bog in Ljubljeni Bog.
Imenovan si Ezad; Edini, ki je vreden čaščenja.